# Boncana Maïga
Boncana Maïga ist ein Sänger, Flötist und Arrangeur aus Mali.

## Leben
In den frühen 1960ern war er Bandleader und Saxofonist der Le Negro Band De Gao. Er zog 1963 nach Havanna, Kuba, lernte Querflöte zu spielen und studierte dort vor allem Weltmusik. In dieser Zeit spielte er kubanische Musik in der Band Las Maravillas De Mali. 1974 kehrte er nach Mali zurück, setzte die Arbeit mit den Las Maravillas De Mali aber unter dem neuen Namen National Badema fort. Ende der 1970er zog er nach Abidjan, Elfenbeinküste, und widmete sich fortan dem Arrangement für andere Künstler. Er arbeitete mit Alpha Blondy, Abdoulaye Diabaté, Omar Pene und Super Diamono, Ismaël Isaac, Nayanka Bell, Paul Nemlin. Er begleitete die Afrika-Tour der Fania All Stars, einer New Yorker Salsa-Combo, und gründete das ivorische Radioorchester. Anfang der 1990er initiierte Maïga mit dem ivorischen Produzenten und Label-Besitzer Ibrahim Sylla in New York das weltweit erfolgreiche Salsa-Projekt Africando, das sich später zu einer All-Star-Band entwickelte, und das 1993 ein erstes Album veröffentlichte. Im April 2010 wurde Boncana Maïga Präsident des malischen Kinderparlaments.

## Auszeichnungen
- 1997: Kora Award in der Kategorie Bestes Arrangement

## Diskografie
- 1992: Omar Pene - Nila (Gastauftritt)
- 1997: The Best Of Salsa